# پلی‌استیشن نتورک
پلی‌استیشن نتورک (به انگلیسی: PlayStation®Network) که بیشتر به صورت کوتاه PSN یا پی‌اِس‌اِن نامیده می‌شود، یک سرویس سرگرمی رسانه‌های دیجیتالی است که توسط سونی اینتراکتیو انترتینمنت ایجاد گردیده‌است. این سرویس که از سال ۲۰۰۶ مشغول به کار است نخست ویژه پلی‌استیشن بود، اما بعدها پوشش تلفن‌های هوشمند، تبلت‌ها، پخش‌کننده‌های بلو-ری و تلویزیون هم به آن افزوده شد. تا ماه آوریل ۲۰۱۶ این سرویس شامل ۱۱۰ میلیون کاربر می‌شد که ۷۰ میلیون آن‌ها به شکل ماهانه فعال بودند.
در ۱۹ آوریل ۲۰۱۱، در پی حمله‌های هکرها به این شبکه و به سرقت رفتن داده‌های اکانت‌های مالی کاربران، این شبکه به مدت چند هفته از کار افتاد. در زمان این حمله، این شبکه ۱۳۰ سرور فعال، ۵۰ برنامه نرم‌افزاری و ۷۷ میلیون کاربر نام‌نویسی شده داشت.

## ویژگی‌ها
- لیست دوستان. امکان اضافه کردن ۱۰۰ دوست برای پلی‌استیشن ۳ و دو هزار دوست برای پلی‌استیشن ۴ و پلی‌استیشن ویتا.
- ارسال و دریافت پیام.
- آنلاین بازی کردن.
- پخش زنده از پلی‌استیشن - مشاهده ویدئوهای بازی‌های منتشر شده.
- مرکز کنترل والدین. اعمال محدودیت برای کودکان در رده‌های سنتی متفاوت.
- بازی از راه دور، مثلاً با گوشی‌های هوشمند Xperia.
- به اشتراک گذاشتن بازی با یک دوست دیگر حتی اگر یک نسخه از بازی را نداشته باشد.
- سیستم امتیازدهی درون‌بازی.

## داده‌های کاربران

### نام‌نویسی
نام‌نویسی کاربران رایگان است. در هنگام نام‌نویسی، امکان بازکردن دو نوع حساب کاربری وجود دارد: حساب اصلی و حساب فرعی. حساب اصلی یک حساب استاندارد برای استفاده از شبکه پلی‌استیشن است. این نوع حساب امکان دسترسی به همه امکانات و تنظیمات شامل کنترل والدین را دارد. حساب فرعی، حسابی است که همه افراد (معمولاً کودکان و نوجوانان زیر ۱۸ سال) می‌توانند از آن استفاده کنند. حساب فرعی را می‌توان با دارنده حساب اصلی مرتبط با آن دیده و مانیتورینگ نمود. حساب فرعی این امکان را دارد که زمانی که به ۱۸ سال رسید، درخواست تبدیل حساب کاربری خود به اصلی را بدهد.

### آی‌دی
آی‌دی (ID) هر کاربر در واقع نام کاربری اون در شبکه پلی‌استیشن حساب می‌شود. این آی‌دی باید بین ۳ تا ۱۶ کاراکتر بوده و می‌تواند شامل حروف، و اعداد باشد. این نام کاربری باید کاملاً بی‌همتا باشد و امکان تغییر آن وجود دارد.

### پروفایل
کاربرها این امکان را دارند که در کنار آی‌دی خود، اسم واقعی خود را نیز درج کنند. همین‌طور امکان ارائه توضیحات مختصری دربارهٔ خودشان نیز ارائه شده‌است. کاربران پلی‌استیشن ۴ در کنار این‌ها می‌توانستند یک حساب کاربری فیسبوک را هم به پروفایل خود متصل کنند.

### تروفی
تروفی یا غنائم (به انگلیسی: Trophy) در اصل جوایز درون‌بازی هستند. این جوایز زمانی که کاربر در حین بازی به رکورد خاصی برسد، به اون تعلق می‌گیرد. چهار نو جایزه درون‌بازی وجود دارد: برنز، نقره، طلا و پلاتینیوم.

### لو رفتن اکانت شهروندان فرانسوی
در پی حملات نوامبر ۲۰۱۵ پاریس نیروهای داعشی از این سرویس برای رد و بدل کردن اطلاعات استفاده کردند که بعد از تأیید شدن این موضوع توسط سونی گروه مداخله ملی ژاندارمری فرانسه ملقب به GIGN به نمایندگی سونی در پاریس یورش برده و اطلاعات تمامی کاربران فرانسوی را درخواست کردند. که موجب دستگیری بقیه عوامل تروریستی شد.

## پلی‌استیشن پلاس

دو عدد کارت عضویت در پلی‌استیشن پلاس

پلی‌استیشن پلاس سرویس پولی شبکه پلی‌استیشن است که کاربران می‌توانند با خرید اشتراک از خدمات مخصوص ان بهره‌مند شوند. این خدمات شامل امکان دسترسی زودتر به بازی‌ها، دسترسی به نسخه‌های بتا، تخفیفات مخصوص در فروشگاه پلی‌استیشن و امکان دریافت ماهانه چند بازی رایگان است. همین‌طور ۱۰ گیگابایت فضای رایگان ذخیره‌سازی اطلاعات هم در اختیار اعضای پلاس قرار دارد. کاربران پلی‌استیشن ۴ برای بازی‌های آنلاین باید حتماً اشتراک پلاس تهیه کنند. عضویت در پلی‌استیشن پلاس می‌تواند ماهانه، سه‌ماهه یا یک ساله باشد.

## خدمات شبکه

### فروشگاه پلی‌استیشن

نشان فروشگاه پلی‌استیشن

در نوامبر ۲۰۰۶ سونی فروشگاه پلی‌استیشن را برای کاربران کنسول خانگی پلی‌استیشن ۳ راه اندازی کرد. فروشگاه پلی‌استیشن یک فروشگاه مجازی است که کاربران کنسول‌های شرکت سونی یعنی پلی‌استیشن ۳، پلی‌استیشن ۴، پی‌اس‌پی و پلی‌استیشن ویتا می‌توانند از آن استفاده کنند. در این فروشگاه بازی، دموی بازی‌ها، بازی‌های آرکید، تم و آواتار پلی‌استیشن و محصولات چند رسانه‌ای دیگری عرضه می‌شوند. در ۲۴ سپتامبر سال ۲۰۰۹ شرکت سونی اعلام کرد که از زمان آغاز به کار فروشگاه پلی‌استیشن ۶۰۰ میلیون محصول مختلف از این فروشگاه خریداری شده‌است.
تقریباً یک سال پس از راه اندازی فروشگاه پلی‌استیشن برای کنسول پلی استیشن ۳ سونی در سپتامبر ۲۰۰۸ امکان خرید از این فروشگاه از طریق رایانه شخصی را هم برای اعضای شبکه پلی‌استیشن فراهم کرد و در اکتبر ۲۰۰۸ کاربران کنسول دستی پی‌اس‌پی هم این امکان را یافتند تا از این فروشگاه خرید کنند. خرید از فروشگاه پلی استیشن از راه خرید کارت اعتباری شبکه پلی‌استیشن انجام می‌شود. این کارت‌ها در دو نوع ۲۵ و ۵۰ دلاری عرضه می‌شود و کاربر می‌تواند با وارد کردن شماره درج شده بر روی این کارت‌ها در حساب کاربری خود، حساب شبکه پلی‌استیشن خودش را شارژ اعتباری کند و به وسیله آن از فروشگاه پلی‌استیشن خرید کند.
فروشگاه پلی‌استیشن ممکن است برای هر منطقه از جهان محتوایی مخصوص را عرضه کند؛ هر چند که بیشتر محتوای فروشگاه پلی‌استیشن در مناطق مختلف یکسان است. فروشگاه پلی‌استیشن برای چهار منطقه مختلف در دنیا طراحی شده که شامل مناطق: آمریکای شمالی، اروپا، آسیا و ژاپن می‌شود. مناطق اقیانوسیه و خاورمیانه منطقه ۲ محسوب می‌شوند و دارای فروشگاه مشترکی با فروشگاه اروپایی پلی‌استیشن هستند. سونی برای چین و آمریکای لاتین فروشگاه اختصاصی نساخته‌است.

#### فیس‌بوک
سونی در بروزرسانی نرم‌افزار نسخه ۳٫۱۰ قابلیت اتصال فیس‌بوک به پلی‌استیشن ۳ را فراهم نمود. با اتصال حساب کاربری پلی‌استیشن خود به حساب فیس‌بوک می‌توانید به‌طور خودکار تروفی و فعالیت‌های فروشگاه پلی‌استیشن را بروزرسانی کنید. شما قادر به مشاهده بروزرسانی‌های خود و دوستانتان در فیس‌بوک، توییتر و دیگر شبکه‌های اجتماعی مجازی از طریق مرورگر اختصاصی پلی‌استیشن هستید.

## شبکه پلی‌استیشن بر روی سیستم‌های دیگر
در ۱۱ مه ۲۰۰۹، رئیس شرکت سونی، آقای هاوارد استرینگر آشکار ساخت که شبکه پلی‌استیشن در سیستم‌های سخت‌افزاری غیر از پلی‌استیشن ۳ در دسترس قرار خواهد گرفت. او همچنین اضافه کرد که شبکه پلی‌استیشن دارای پتانسیل بالایی است و استفاده تنهای آن بر روی پلی‌استیشن ۳ میزان سرویس دهی آن را محدود می‌کند.
طبق گفته او با عرضه جهانی پلی استیشن ۴ شبکه پلی استیشن نیز بر روی این کنسول بسیار پرکاربرد بوده و تجربه‌ای متفاوت خلق کرده‌است. همچنین نرم‌افزار تلفن همراه این شبکه نیز در اختیار عموم قرار گرفته تا بدون نیاز به دسترسی به کنسول بتوان از مزایای این شبکه جهانی از جمله ارتباط با دوستان، اطلاع از اخبار و رویدادهای جدید، خرید یا پیش خرید محصولات و بازی‌های کنسول و غیره استفاده کرد.

## معادل‌های انگلیسی
1. ↑  Master accounts
2. ↑  Sub accounts
3. ↑  Monitoring
4. ↑  Howard Stringer